# عبدالعزیز واصلی
عبدالعزیز واصلی (انگلیسی: Abdulaziz Waseli؛ زادهٔ ۲۳ آوریل ۱۹۹۶) ورزشکار اهل عربستان سعودی است.